# ألبرت كرايغ
ألبرت كرايغ (بالإنجليزية: Albert Craig)‏ (3 يناير 1962 بغلاسكو في المملكة المتحدة - ) هو لاعب كرة قدم بريطاني في مركز الوسط. لعب مع نادي بارتيك ثيسل ونادي دندي ونادي فالكيرك ونادي نورثامبتون تاون ونيوكاسل يونايتد وهاميلتون أكاديميكال ونادي دمبرتون ونادي ستنهاوسموير.

## وصلات خارجية
- ألبرت كرايغ على موقع قاعدة بيانات كرة القدم.إي يو (الإنجليزية)
- ألبرت كرايغ على موقع Soccerbase.com (لاعب) (الإنجليزية)